# Entesa pel Progrés Municipal

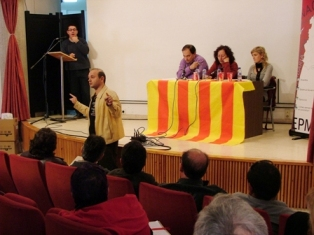
Intervenció Jordi Fàbrega, president de l'Entesa pel Progrés Municipal a la 7a Assemblea Nacional a Puig-Reig.

L'Entesa pel Progrés Municipal (EPM) és una plataforma política de Catalunya que aglutina grups i candidatures municipalistes independents de l'anomenada "esquerra verda nacional". Es va organitzar com a partit polític amb identitat jurídica pròpia, l'any 1999. El mateix any es presenta per primera vegada a les eleccions municipals.
Actualment, forma part de la coalició Iniciativa per Catalunya Verds-Esquerra Unida i Alternativa-Entesa pel Progrés Municipal, i té representació municipal en 45 pobles i 24 alcaldies, totes elles amb la marca pròpia d'Entesa pel Progrés Municipal.